# Tebe, Egipt
Tebe (starogrško Θῆβαι, Thēbai), ki so bile starim Egipčanom znane kot Waset, so bile staro egipčansko mesto ob Nilu, približno 800 km južno od Sredozemskega morja. Ruševine ležijo v sodobnem mestu Luksor. Tebe so bile glavno mesto četrte zgornjeegipčanske nome (Scepter nome) in bilo glavno mesto Egipta v času med Srednjim in Novim kraljestvom. Bile so blizu Nubije in Vzhodne puščave, z dragocenimi mineralnimi viri in trgovskimi potmi. To je bil kultni center in najbolj čaščeno mesto starodavnega Egipta v času njegovega razcveta. Območje Teb vključuje območja na vzhodni obali Nila, kjer so bili postavljeni templji Karnak in Luksor in mesto, in zahodne obele, kjer najdemo nekropole velikih zasebnih in kraljevih grobnic in pogrebnih kompleksov.
Skozi čas so iz opek zgrajene palače Teb izginile, toda iz kamna izklesani templji so se ohranili. Območje antičnih Teb je bilo vpisano v UNESCO-v seznam svetovne dediščine leta 1979.

## Toponimi
| R19 |

| R19 |

| R19 |

| R19 |

| R19 | t · niwt |

| R19 | t · niwt |

| R19 | t · niwt |

| R19 | t · niwt |

| niwt · t · Z1 | M24 | t |

| niwt · t · Z1 | M24 | t |

| niwt · t · Z1 | M24 | t |

| niwt · t · Z1 | M24 | t |

| O28 | nw · niwt | Sma |

| O28 | nw · niwt | Sma |

| O28 | nw · niwt | Sma |

| O28 | nw · niwt | Sma |

Egipčansko ime za Tebe je bilo wꜣs.t, "Mesto wꜣs", žezlo faraonov, dolge palice z živalsko glavo in viličasto bazo. Od konca Novega kraljestva so Tebe v egipčanščini znane kot Niwt-iimn, "mesto Amona", vodje tebanske triade božanstev, katere druga člana sta bila Mut in Honsu. To ime Tebe se v Bibliji pojavlja kot "Nōʼ ʼĀmôn" (נא אמון) v knjigi Nahum in tudi kot "No"  (נא), omenjeno v knjigi Ezekiels in Jeremije.
Ime Tebe naj bi bila latinizirana oblika poimenovanja v antični grščini: Θῆβαι, ki pa je helenizirana oblika demotskega egipčanskega naziva ta Pe, iz zgodnejšega Opet. To je bilo lokalno ime ne samo za mesto, ampak za kompleks templja v Karnaku na severovzhodnem bregu mesta. Že v času nastanka Homerjeve Iliade so Grki razlikovali egipčanske Tebe kot »Tebe sto vrat« (Θῆβαι ἑκατόμπυλοι, Thēbai hekatómpyloi) ali »Stovratne Tebe«, in »Tebe sedmih vrat« (Θῆβαι ἑπτάπυλοι, Thēbai heptapyloi) v Boeociji v Grčiji.
V interpretatio graeca je Amon postal Zevs Ammon. Ime je zato prevedeno v grščino kot Diospolis, "mesto Zevsa". Da bi ga razlikovali od številnih drugih mest s tem imenom, je bilo znano kot "Veliki Diospolis" (Διόσπολις Μεγάλη, Dióspolis Megálē, latinsko Diospolis Magna). Grška imena so po osvojitvi Egipta prišla v širšo uporabo z Aleksandrom Velikim, ko je na oblast pripeljal makedonsko Ptolemajsko dinastijo.

## Značilnosti

### Geografija
Tebe so bile ob bregovih reke Nil v srednjem delu zgornjega Egipta, približno 800 km oddaljene od Delte. Velik del je bil zgrajen na aluvialnih ravnicah doline Nila, ki sledi velikemu ovinku. Kot naravna posledica je bilo mesto postavljeno na severovzhodno-jugozahodno os vzporedno s sodobno rečno strugo. Tebe so obsegale 93 km2, z deli Tebanskega hribovja na zahodu, ki se končuje s svetim 420-m al-Qurnom. Na vzhodu leži gorata Vzhodna puščava z vadiji, ki se stekajo v dolino. Pomemben med njimi je Wadi Hammamat blizu Teb. Uporabljen je bil kot kopenska trgovska pot na obale Rdečega morja.
V četrti zgornjeegipčanski nomi so bili sosednji kraji Per-Hathor, Madu, Djerty, Iuny, Sumenu in Imiotru.

### Demografija
Po Georgu Modelskem so Tebe leta 2000 pr. n. št. imele okoli 40 000 prebivalcev (v primerjavi s 60 000 v Memfisu, ki je bil v tistem času največje mesto na svetu). Do leta 1800 pr. n. št. se je prebivalstvo Memfisa zmanjšalo na približno 30 000, zato so bile Tebe v tistem času največje mesto v Egiptu. Zgodovinar Ian Morris je ocenil, da so do leta 1500 pr. n. št. postal največje mesto na svetu s približno 75 tisoč prebivalci, položaj, ki ga je držal do leta 900 pr. n. št., ko ga je presegel Nimrud (med drugim).

### Gospodarstvo
Arheološki ostanki Teb ponujajo presenetljivo pričevanje egipčanske civilizacije. Grški pesnik Homer je izpostavil bogastvo Teb v Iliadi, Knjiga 9 (v 8. stoletju pred našim štetjem): "... v egipčanskih Tebah sije kupe dragocenih ingotov, …."

### Kultura
V Tebah so praznovali več kot šestdeset letnih festivalov. Med njimi so bili glavni festivali po Edfu geografskem besedilu: festival Opet, Khoiak (Festival), Festival I Shemu (praznik žetve) in Festival II Shemu. Drugo priljubljeno praznovanje je bil Festival doline, podobno noči čarovnic.

## Zgodovina

### Staro kraljestvo
Tebe so naselili okoli leta 3200 pred našim štetjem. [13] Bila je eponim prestolnice Waset, četrte zgornjeegipčanske nome. V tem času je bila še vedno majhna trgovska postaja, medtem ko je Memfis služil kot kraljeva rezidenca faraonov starega kraljestva. Čeprav nobena stavba ni ohranjena v Tebah starejša kot del kompleksa v Karnaku, ki lahko izvira iz Srednjega kraljestva, je bil v Karnaku najden spodnji del kipa faraona Njuserra iz 5. dinastije. Drugi kip, ki datira v 12. dinastijo kralja Senusreta, je bil morda prilaščen in ponovno uporabljen, ker ima kip na svojem pasu kartušo Njuserra. Ker je sedem vladarjev 4. do 6. dinastije na Karnaški listi kraljev, je morda vsaj na tebanskem ozemlju obstajal tempelj, ki je datiran v staro kraljestvo.

### Prvo vmesno obdobje
Do leta 2160 pr. n. št. je nova linija faraonov (9. in 10. dinastija) iz svoje prestolnice v Herakleopolis Magna utrdila Spodnji Egipt in severne dele Zgornjega Egipta. Rivalska linija (11. dinastija), ki je bila ustanovljena v Tebah, je vladala preostalemu delu Zgornjega Egipta. Tebanski vladarji so bili očitno potomci kneza iz Teb, Intefa starejšega. Njegov verjetni vnuk Intef I. je bil prvi iz družine, ki je v življenju zahteval delni faraonski titular, čeprav njegova moč ni segala dlje od splošne tebanske regije.

### Srednje kraljestvo
Končno je okoli leta 2050 pr. n. št., sin Intefa III., Mentuhotep II. (kar pomeni 'Montu je zadovoljen'), s silo prevzel Herakleopolitance in ponovno združil Egipt pod enim vladarjem, s čimer se je začelo obdobje, zdaj znano kot Srednje kraljestvo. Mentuhotep II. je vladal 51 let in je zgradil prvi pogrebni tempelj v Deir el-Bahariju, ki je najverjetneje služil kot navdih za poznejši in večji tempelj, ki ga je zgradila Hačepsut v 18. dinastiji. Po teh dogodkih je bila 11. dinastija kratkotrajna, saj je med smrtjo Mentuhotepa II. in Mentuhotepa IV. v skrivnostnih okoliščinah minilo manj kot 20 let.
Med 12. dinastijo Amenemhat I. preseli sedež moči na sever v Ititavi. Tebe še naprej uspevajo kot versko središče, saj lokalni bog Amon vse bolj postaja viden v celotnem Egiptu. Najstarejši ostanki templja, posvečenega Amonu, so bili v času vladavine Senusreta I. Tebe so že v Srednjem kraljestvu imele velik pomen. Izkopi okoli templja v Karnaku kažejo, da je bilo  mesto obliko mreže. Bilo je vsaj en kilometer dolgo in imelo površino 50 hektarjev. Našli so tudi ostanke dveh palač.
V kasnejšem obdobju 12. dinastije se je skupina kanaanskih ljudi začela naseljevati v vzhodnem delu Nila. Sčasoma so ustanovili 14. dinastijo v Avarisu okoli 1805 pr. n. št. ali okoli 1710 pr. n. št. S tem so Azijci vzpostavili hegemonijo nad večino regije Delte, odtegnili ta ozemlja od vpliva 13. dinastije, ki je medtem nadvladala 12. dinastijo.

### Drugo vmesno obdobje
Drugi val Azijcev, Hiksov (iz Heqa-khasut, 'vladarji tujih dežel', kot so Egipčani klicali svoje voditelje), se je priselil v Egipt in prevzel kanaansko središče moči pri Avarisu, in tam začeli 15. dinastijo. Hiksški kralji so v zgodnjem drugem vmesnem obdobju (1657—1549 pr. n. št.) pridobili zgornji del nad Spodnjim Egiptom. [17] Ko so Hiksi zavzeli Memfis med ali kmalu po vladavini Merneferra Aja (1700 pr. n. št.), so vladarji 13. dinastije pobegnili proti jugu v Tebe in jih obnovili kot prestolnico.
Tebanski knezi (zdaj znani kot 16. dinastija) so trdno stali nad njihovo neposredno regijo, saj so se Hiksi iz Delte usmerili proti jugu do Srednjega Egipta. Tebanci so se upirali nadaljnjemu napredku Hiksov s tem, da so sklenili sporazum o mirnem sočasnem vladanju z njimi. Hiksi so lahko pluli navzgor mino Teb in nekaj kataraktov v Nilu, da bi trgovali z Nubijci in Tebanci so pripeljali svoje črede v Delto brez nasprotovanja. Stanje se je nadaljevalo dokler ni hiksški vladar Apepi I. (15. dinastija) žalil Seqenenre Taa (17. dinastija) iz Teb. Kmalu se je vojska Teb usmerila na dežele, ki so jim vladali Hiksi. Tao II. je umrl v boju, njegov sin Kamose pa je prevzel vodenje pohoda. Po smrti Kamosa je njegov brat Ahmoz I. delo nadaljeval, dokler ni zajel Avarisa, glavnega mesta Hiksov. Ahmoz I. je izgnal Hikse iz Egipta in Levanta ter povrnil zemljišča, ki so jim nekoč vladali.

### Novo kraljestvo in velikost Teb
Ahmoz I. je ustanovil novo dobo združenega Egipta s Tebami kot glavnim mestom. Mesto je ostalo prestolnica večine 18. dinastije (Novo kraljestvo). Prav tako so postale središče nove strokovne državne službe, kjer je bilo večje povpraševanje po pisarjih in pismenih, saj so se kraljevi arhivi začeli polniti z računi in poročili . V mestu so bili favorizirani številni Nubijci spreobrnjeni z egiptovsko kulturo in služili kot upravniki kolonij.
Egipt se je ponovno stabiliziral, religija in verski centri so cveteli in nič bolj kot Tebe. Amenhotep III. na primer, je iz tujine prelil veliko bogastva v templje Amona . Tebanski bog Amon je postal glavno državno božanstvo in vsak gradbeni projekt je poskušal preseči zadnjega, ko je razglašal slavo Amona in samih faraonov . Tutmoz I. (vladal 1506-1493 pr. n. št.) je začel prvo veliko širitev templja v Karnaku. Po tem so kolosalne širitve templja postale norma v celotnem Novem kraljestvu.
Kraljica Hačepsut (vladala 1479—1458 pr. n. št.) je naredila Tebe gospodarsko uspešne z obnovo trgovinskih mrež, predvsem trgovino z Rdečim morjem med pristaniščem v Tebah in Al-Qusayr, Ejlatom in deželo Punt. Njen naslednik Tutmozis III. je v Tebe prinesel velik del svojega vojnega plena, ki je izviral od Mitanov. 18. dinastija je dosegla svoj vrhunec v času vladavine Amenhotepa III. Velikega (1388—1350 pr. m. št.). Poleg okrasitve templjev Amona, je Amenhotep povečal gradnjo v Tebah do nivojev brez primere. Na zahodni obali je zgradil ogromen pogrebni tempelj in enako masivno palačno mesto  Malkata, kamor je speljal umetno jezero veliko 364 hektarjev. V mestu je zgradil Luksorski tempelj in avenijo sfing, ki je pripeljala do Karnaka.
Za kratek čas v vladavini sina Amenhotepa III., Amenhotepa IV. ali Ahenatena (1351-1334 pr. n. št.) so Tebe padle v zle čase; mesto je zapustil dvor, čaščenje Amona je bilo prepovedano. Prestolnica je bila preseljena v novo mesto Amarna (Akhetaten), na sredi med Tebami in Memfisom. Po njegovi smrti se je njegov sin Tutankamon vrnil v Memfis , vendar je ponovno obudil zanimanje za gradnjo projektov v Tebah, ko so ustvarili še bolj veličastne templje in svetišča.
Z 19. dinastijo se je sedež vlade preselil v Delto. Tebe ohranjajo svoje prihodke in ugled skozi vladavine Setija I. (1290-1279 pr. n. št.) in Ramzesa II. (1279-1213 pr. n. št.), ki sta še vedno prebivala del vsakega leta v Tebah. Ramzes II. je izvedel obsežne gradbene projekte v mestu, kot so kipi in obeliski, tretja ograjna stena v Karnaku, dodatki v Luksorskem templju in Ramesseum, njegov veliki pogrebni tempelj. Zgradbe so financirale velike kašče (zgrajene okoli Ramesseuma), ki so zbirale davke, zbrane iz zgornjega Egipta in z zlatom iz ekspedicij v Nubijo in Vzhodno puščavo. V dolgi 66-letni vladavini Ramzesa II. sta Egipt in Tebe dosegla blaginjo, ki je bila enaka ali celo presegla prejšnji vrh pod Amenhotepom III.
Mesto je bilo še naprej dobro ohranjeno v zgodnji 20. dinastiji. Veliki Harris Papyrus navaja, da je Ramzes III. (vladal 1187-56 pr. n. št.) podaril 86.486 sužnjev in velikih posesti v templje Amona. Ramzes III. je prejel spoštovanje vseh narodov, vključno z morskimi ljudstvi in Meshwesh Libijci. Vendar je celoten Egipt doživljal finančne težave, kot je prikazano v dogodkih v vasi Tebe v kraju Deir el-Medina. V 25. letu njegovega vladanja so delavci v Deir el-Medini začeli stavkati in nastali so splošni nemiri vseh družbenih razredov. Posledično je neuspešen upor v haremu povzročil smrt številnih, vključno uradnikov in žensk. [28]
V okviru kasnejših Ramzesov so Tebe začele nazadovati; vlada je imela resne gospodarske težave. V času vladavine Ramzesa IX. (1129-1111 pr. n. št.), okoli leta 1114 pr. n. št., je serija preiskav o plenjenju kraljevih grobnic v nekropoli zahodnih Teb odkrila dokaz o korupciji na visokih mestih, ob obtožbi župana vzhodnega brega proti njegovemu kolegu na zahodu. Oplenjene kraljeve mumije so selili iz kraja v kraj in nazadnje deponirali duhovniki Amona v grobnici v Deir el-Bahariju in grobu Amenhotepa II. (Ugotovitev teh dveh skrivališč leta 1881 in 1898 je bil en od velikih dogodkov sodobnega arheološkega odkritja.) Takšna nepravilnost v Tebah je povzročila nemire.

### Tretje vmesno obdobje
Nadzor nad lokalnimi zadevami je bil vedno bolj v rokah visokih duhovnikov Amona, tako da je v tretjem vmesnem obdobju visoki svečenik Amona imel absolutno moč nad jugom, protiutež 21. in 22. dinastiji, ki sta vladali iz Delte. Poroka in posvojitev sta okrepila vezi med njimi, hčere Tanite kraljev, ki so bile postavljene kot božja žena Amona v Tebah, kjer so imeli večjo moč. Politični vpliv Tebancev se je zmanjšal šele v poznejšem obdobju.
Kušiti (Nubijci) so do leta 750 pr. n. št. povečali svoj vpliv nad Tebami in Zgornjim Egiptom. Kuš, nekdanja egipčanska kolonija, je sama postala kraljestvo. Leta 721 pr. n. št. je kralj kušitski Šabaka premagal združene sile Osorkona IV. (22. dinastija), Pedubasta I.  (23. dinastija) in Bakenrenefa (24. dinastija) in ponovno združil Egipt. Njegova vladavina je naročila precejšnje število gradbenih del po Egiptu, zlasti v mestu Tebe, ki jo je naredil za  prestolnico svojega kraljestva. V Karnaku je postavil granitni kip, ki nosi Pšent (dvojno krono iz Egipta). Taharka je dosegel številne pomembne projekte v Tebah (Kiosk v Karnaku) in Nubiji, preden so Asirci začeli vojno proti Egiptu.

### Pozno obdobje
Leta 667 pr. n. št., ko ga je napadla vojska asirskega kralja Asurbanipala, je Taharka zapustil spodnji Egipt in pobegnil v Tebe. Tri leta po njegovi smrti je njegov nečak (ali bratranec) Tantamani zasegel Tebe, napadel spodnji Egipt in oblegal Memfis, vendar je leta 663 pr. n. št. opustil svoje poskuse osvojiti državo In se umaknil proti jugu. Asirci so ga zasledovali in zavzeli Tebe, katerih ime je bilo dodano na dolg seznam mest, ki so jih oropali in uničili, kot je Ashurbanipal napisal:
 »To mesto, vse to sem osvojil s pomočjo Ašurja in Ištar. Srebrno, zlato, dragi kamni, vse bogastvo palač, bogato blago, plemenito platno, odlične konje, nadzorne moške in ženske, dva obeliska iz čudovitega elektruma, ki tehta 2500 talentov, vrata templjev, ki sem jih iztrgal iz njihovih tečajev in jih odnesel v Asirijo. S tem težkim plenom sem zapustil Tebe, proti Egiptu in Kušu sem dvignil kopje in pokazal svojo moč. Se vrnil v Ninive, v dobrem zdravju.« 
Tebe nikoli niso ponovno pridobile svojega nekdanjega političnega pomena, vendar so ostale pomembno versko središče. Asirci so namestili Psamtika I. (664-610 pr. n. št.), ki  je leta 656 pred našim štetjem zavzel Tebe in določil posvojeno lastno hčerko Nitocris I. kot naslednika božje Amonove žene. Leta 525 pr. n. št., je perzijski Kambiz II. napadel Egipt in postal faraon, si podredil kraljestvo kot satrapijo v večjem Ahemenidskem cesarstvu.

### Grško-rimsko obdobje
Dober odnos Tebancev s centralno močjo na severu se je končal, ko so Egipčanske faraone končno zamenjali Grki, pod vodstvom Aleksandra Velikega. Med praznovanjem festivala Opet je obiskal Tebe. Kljub dobrodošlici, so Tebe postale središče nesoglasij. Proti koncu 3. stoletja pred našim štetjem je Horunefer, morda  nubijskega izvora, vodil upor proti Ptolemajcem v zgornjem Egiptu. Njegov naslednik, Ankvenefer, je zasedel do leta 180 pr. n. št. velik del Zgornjega Egipta. Ta upor je podprla tebanska duhovščina. Po zatrtju upora leta 185 pr. n. št. jim je Ptolemaj V., ki je potreboval podporo duhovščine, odpustil.
Pol stoletja kasneje so se Tebanci spet dvignili in leta 132 pr. n. št. povzdignili nekega Harsiesija na prestol. Harsiesi, ki je pomagal pri sredstvih kraljeve banke pri Tebah, je naslednje leto pobegnil. Leta 91 pr. n. št. je ponovno nasral upor. V naslednjih letih so Tebe zamrle, mesto pa se je začelo spreminjati v ruševine..
Med rimsko okupacijo (30 pr. n. št. do  349 n. št.) so se preostale skupnosti strnile okoli pilona luksorskega templja. Tebe so postale del rimske province Thebais, ki se je kasneje razdelila v Thebais Superior, osredotočeno na mesto in Thebais Inferior, ki se je osredotočilo na ptolemajski Hermiou. Rimska legija je imela sedež v luksorskem templju v času rimskih kampanj v Nubiji. Mesto je še naprej upadalo. V prvem stoletju našega štetja je Strabon opisal Tebe kot da je bil prešel v vas.

## Glavni kraji
Vzhodne Tebe
- Staro ograjeno območje
- Veliki tempelj Amona v Karnaku (stari egipčanski Ta-opet). Še vedno druga največja verska stavba, ki je bila kdaj koli zgrajena, je glavni hram za bogoslužje Amona, zavetnika Teb in rezidenca mogočnega Amonovega svečenika. Kar ga razlikuje od mnogih templjev v Egiptu, je čas, ko je bil zgrajen (več kot 2000 let, začenši v Srednjem kraljestvu). Glavne značilnosti tega templja je njegovih deset velikih stebrov, velika hipostilna dvorana, sveto jezero, pod-templji, številne svetišča in več obeliskov. To je bil najpomembnejši tempelj za večino starodavne egipčanske zgodovine.
- Tempelj v Luksorju (Ipet resyt). Za razliko od drugih templjev v Tebah ni bil namenjen kultu boga ali božji različici kralja. Namenjen je bil pomlajevanju kralja; mogoče je bil kraj, kjer so bili kronani mnogi faraoni iz Egipta. Je osrednji del "Opet festivala", kjer sveta ladja tebanske triade potuje iz Karnaka v Luksor, kar poudarja božji pomen faraonovega ponovnega kronanja.
- Tempelj Honsuja
- Območje Mut
- Območje Montu
- Avenija sfing

Zahodne Tebe
- Vas Deir el-Medina
- Palača palače Malkata
- Ramesseum
- Pogrebni tempelj Amenhotepa III.
- Tempelj kraljice Hačepsut
- Pogrebni tempelj Setija I.
- Pogrebni tempelj Ramzesa III.
- Dolina kraljev
- Dolina kraljic
- Grobnice plemičev

## Kulturna dediščina
Leta 1979 so bile ruševine antičnih Teb uvrščene na Unescov seznam svetovne kulturne dediščine. Veliki templji – v Luksorju in Karnak - ter Dolina kraljev in Dolina kraljic sta med velikimi dosežki starodavnega Egipta.
Od 25. oktobra 2018 do 27. januarja 2019 muzej v Grenoblu organizira s podporo Louvra in Britanskega muzeja, trimesečno razstavo o mestu Tebe in vlogi žensk v mestu v tistem času.